# Передущельне
Передуще́льне (до 1948 року — Кош-Деґірмє́н, крим. Qoş Degirmen, قوش دگیرمن) — село в Україні, у Бахчисарайському районі Автономної Республіки Крим. Підпорядковане Верхоріченській сільській раді. Розташоване на півдні району.

## Населення
За даними перепису населення 2001 року, у селі мешкало 633 особи. Мовний склад населення села був таким:
| Мова              | Число ос. | Відсоток |
| ----------------- | --------- | -------- |
| українська        | 17        | 2,69     |
| російська         | 517       | 81,67    |
| кримськотатарська | 91        | 14,38    |
| білоруська        | 1         | 0,16     |
| угорська          | 1         | 0,16     |
| молдавська        | 1         | 0,16     |
| їдиш              | 1         | 0,16     |